# Arignota de Samos
Arignota de Samos (Arignote, Αριγνώτη fou una dona filòsofa, deixeble (o per a alguns filla) de Pitàgores.
Va escriure alguns epigrames i altres treballs sobre els misteris de Dionís anomenats Bàquiques. L'esmenten a Suides, Climent d'Alexandria i Valeri Harpocració (Suidas, s. v. ̓Αριγνώτη, Θεανὼ, Πυθαγ; Clem. Alex. Strom. iv. p. 522, d.; Harpocration s. v. Εὐοι̂).